# Macedonische Oorlogen
De vier Macedonische Oorlogen werden uitgevochten tussen Rome en het diadochenkoninkrijk Macedonië.
1. Tijdens de Eerste Macedonische Oorlog (214/215 tot 205 v. Chr.) sloot Philippus V van Macedonië een bondgenootschap met Hannibal Barkas, maar kon hij hem niet helpen toen dat nodig was.
2. De Tweede Macedonische Oorlog duurde van 200 tot 197 v.Chr. Philippus V van Macedonië werd er verslagen door Rome.
3. De Derde Macedonische Oorlog vond plaats tussen het jaar 171 en het jaar 168 v.Chr. Deze oorlog werd veroorzaakt door de argwaan van Rome jegens Perseus, de zoon van Philippus V en door de hulp die Eumenes II van Pergamum aan Rome vroeg. Bij de Slag bij Pydna in 168 werd Perseus verslagen. De Macedonische monarchie werd afgeschaft en Macedonië werd in vier republieken verdeeld.
4. De Vierde Macedonische Oorlog vond plaats tussen 149 en 148 v.Chr., waarna de Romeinse provincie Macedonië werd opgericht.